# Pendant Spring
Pendant Spring est une source chaude qui fait partie du Geyser Hill Group située dans le Upper Geyser Basin dans le Parc national de Yellowstone aux États-Unis,.

## Histoire
Pendant Spring a connu trois périodes durant lesquelles elle entrait en éruption. Dans les années 1870 et 1960, les éruptions duraient plusieurs heures en atteignant une hauteur de 60 cm. À la suite du tremblement de terre de 1983, des éruptions de quelques minutes pouvaient atteindre 2 m de haut. Cette source n'est plus active depuis 1987.

## Description
Pendant Spring (« source suspendue » en français) est la source localisée le plus au nord du Geyser Hill Group et se situe non loin de Ear Spring.
Le débit de cette source est de l'ordre de 0,8 m3/h et présente une température moyenne d'environ 94 °C.
La source présente un réservoir aux eaux calmes et était appelée par le passé Algous Pool lorsque sa température plus basse permettait le développement de cyanobactéries.

## Galerie

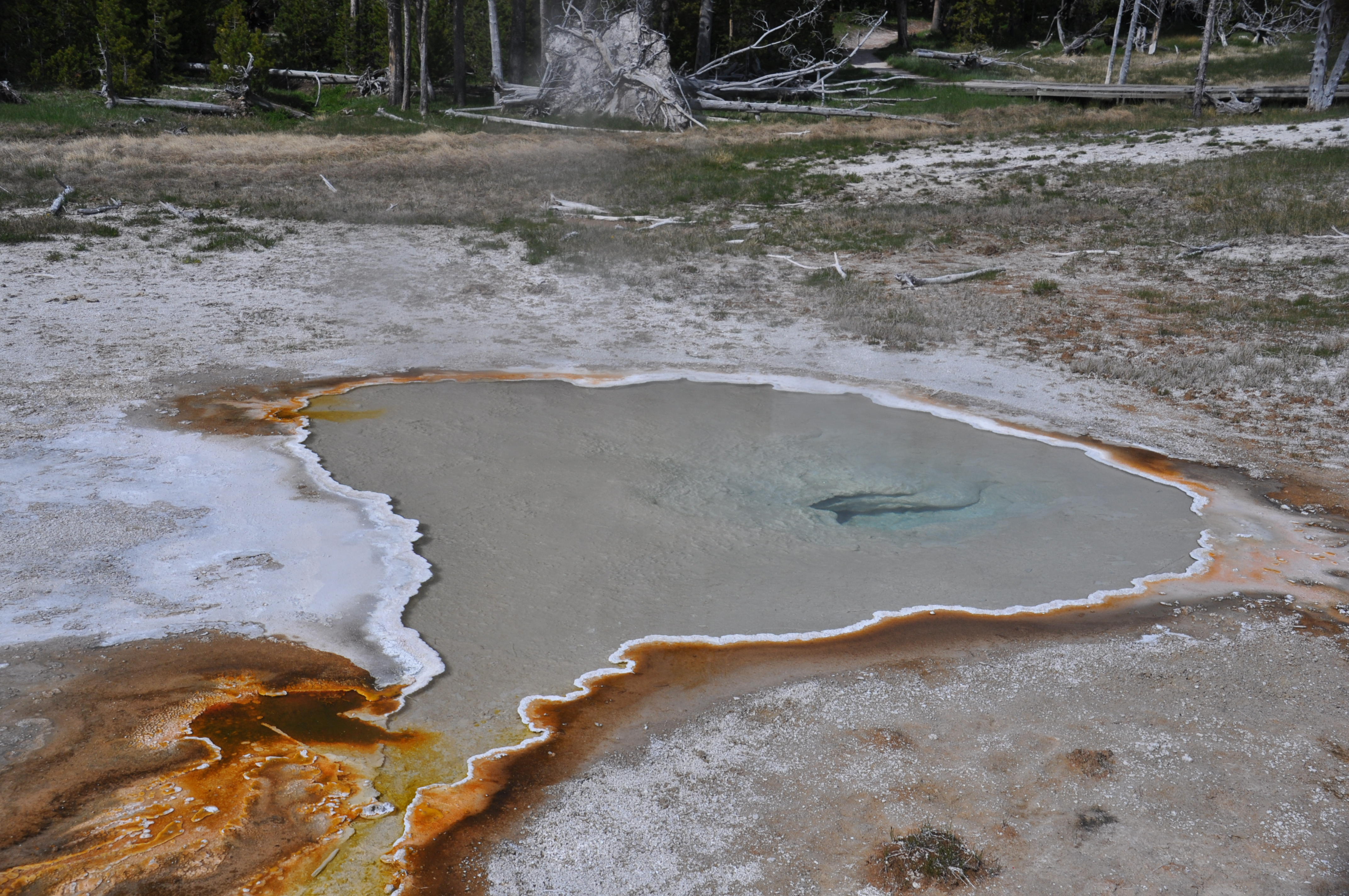
Pendant Spring le 1er juin 2013.
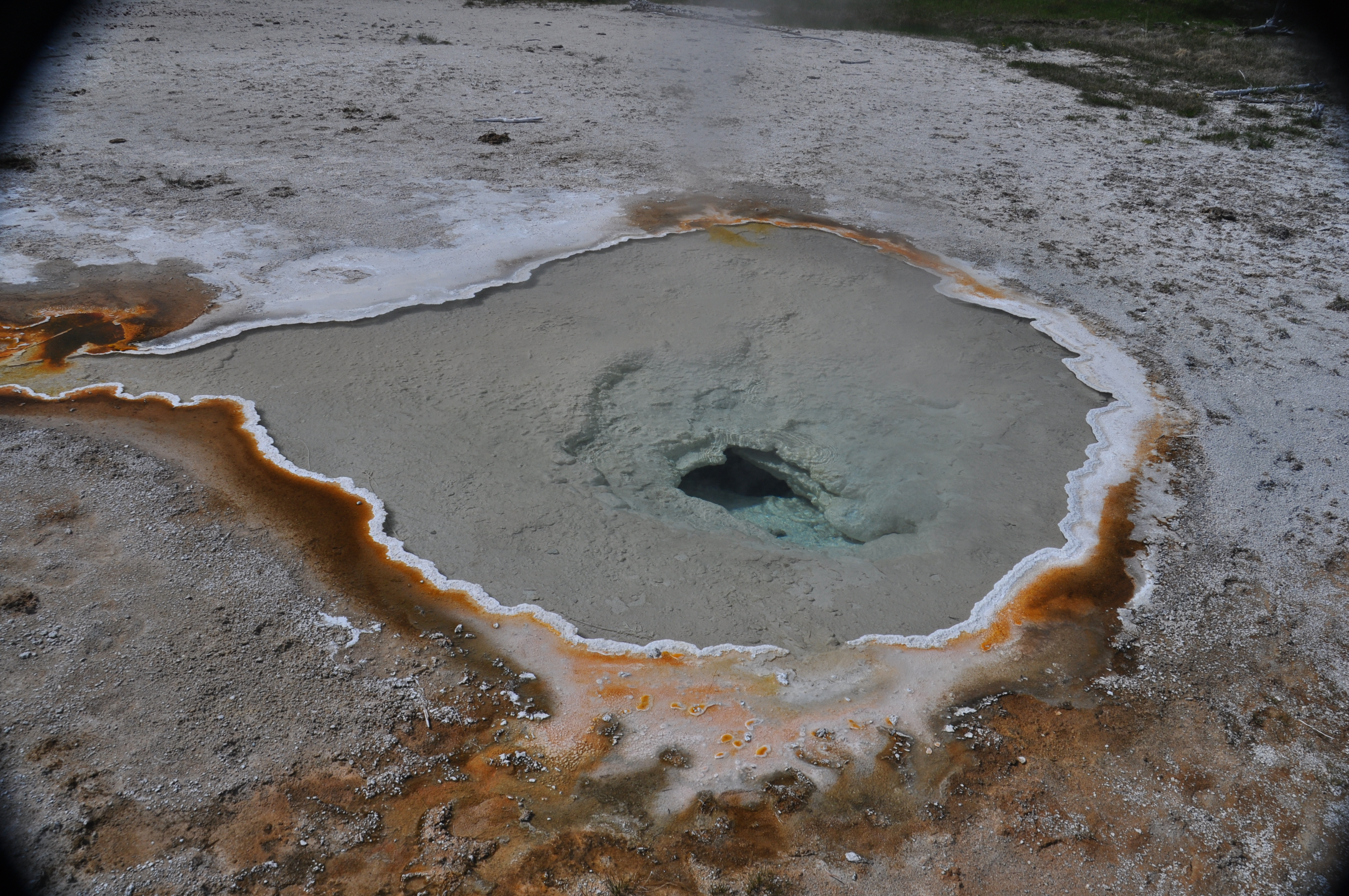
Pendant Spring le 1er juin 2013.
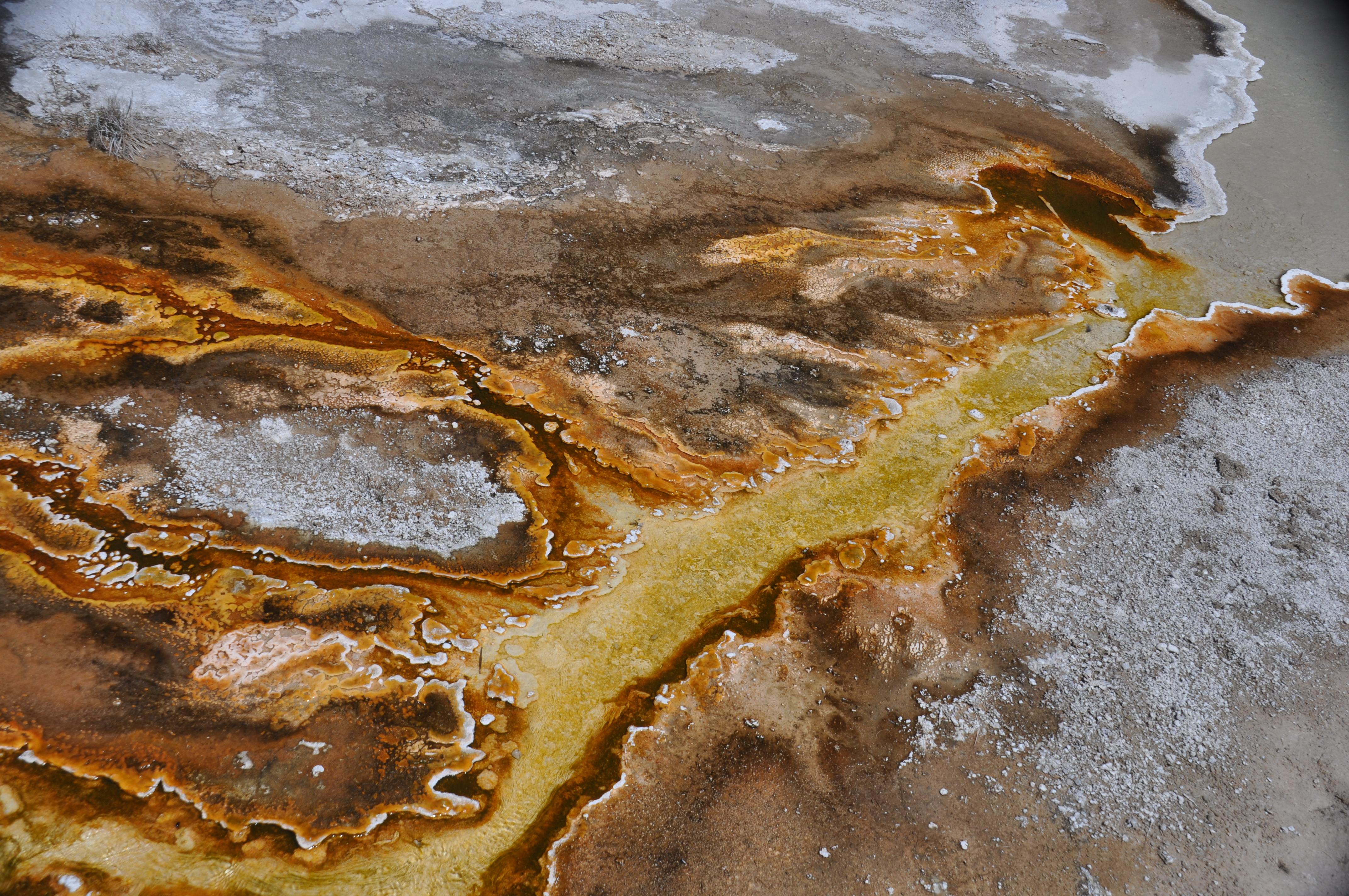
Pendant Spring le 2 juin 2013.
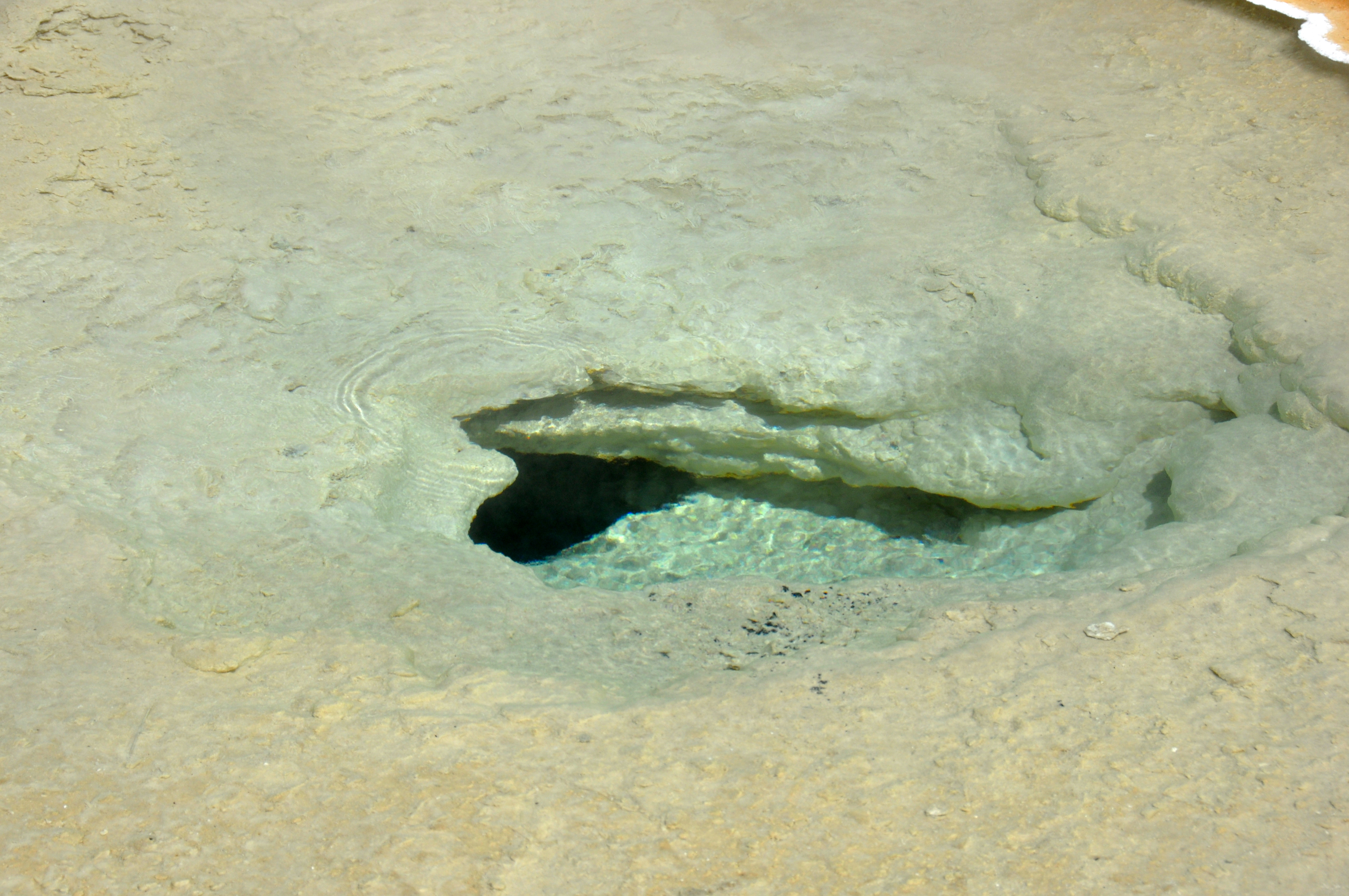
Pendant Spring le 3 juin 2014.
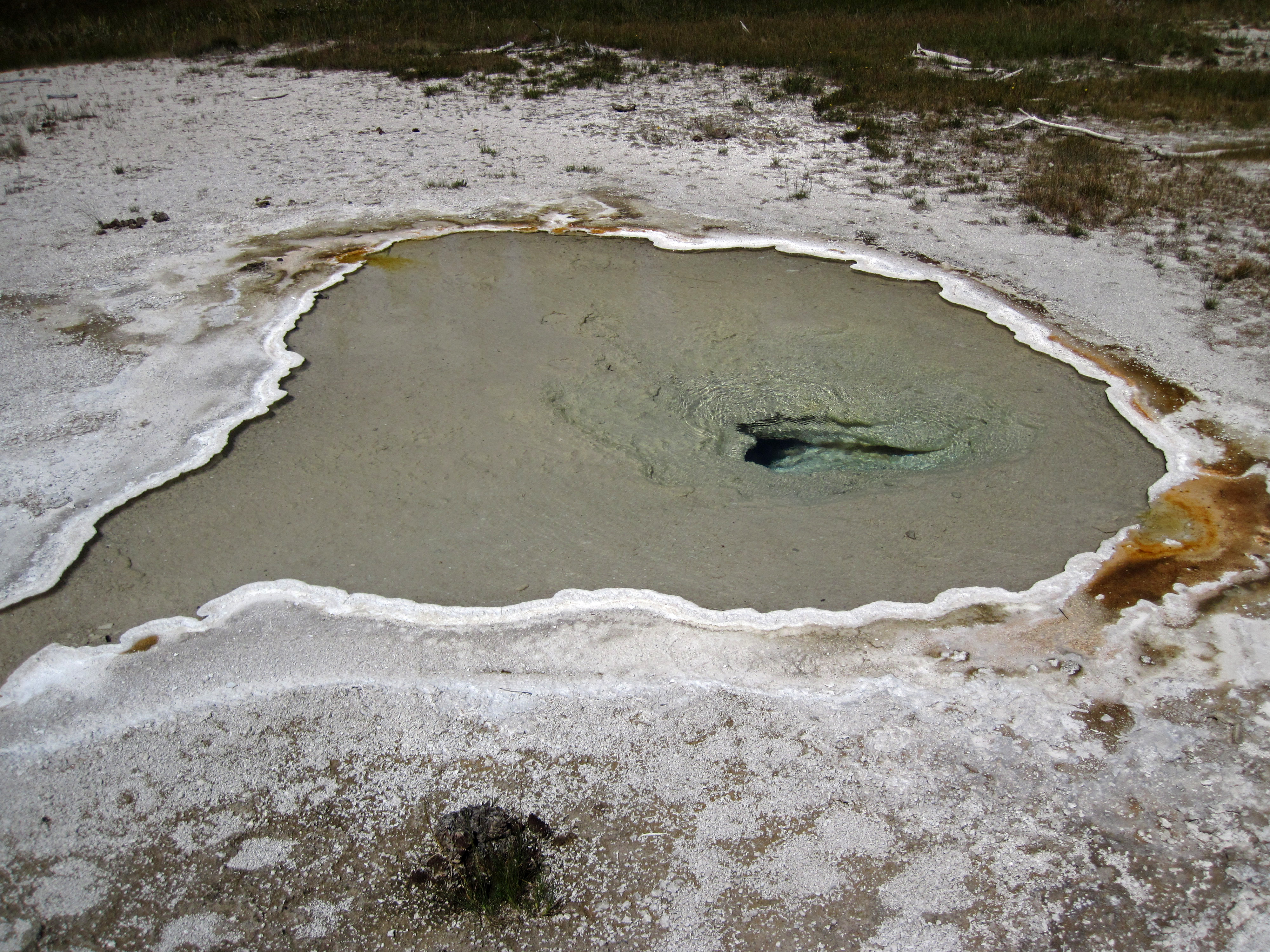
Pendant Spring le 10 août 2015.
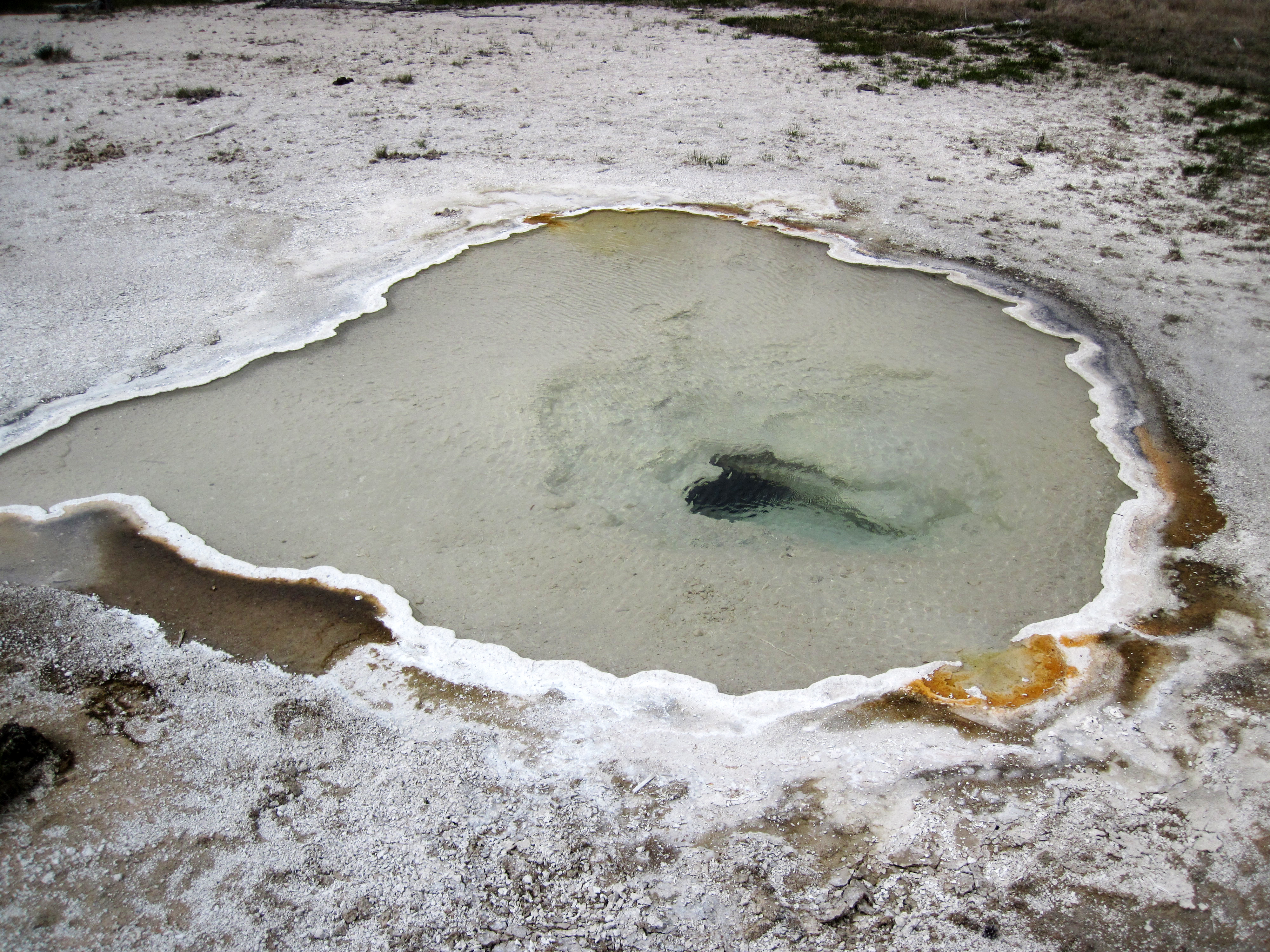
Pendant Spring le 2 juin 2016.
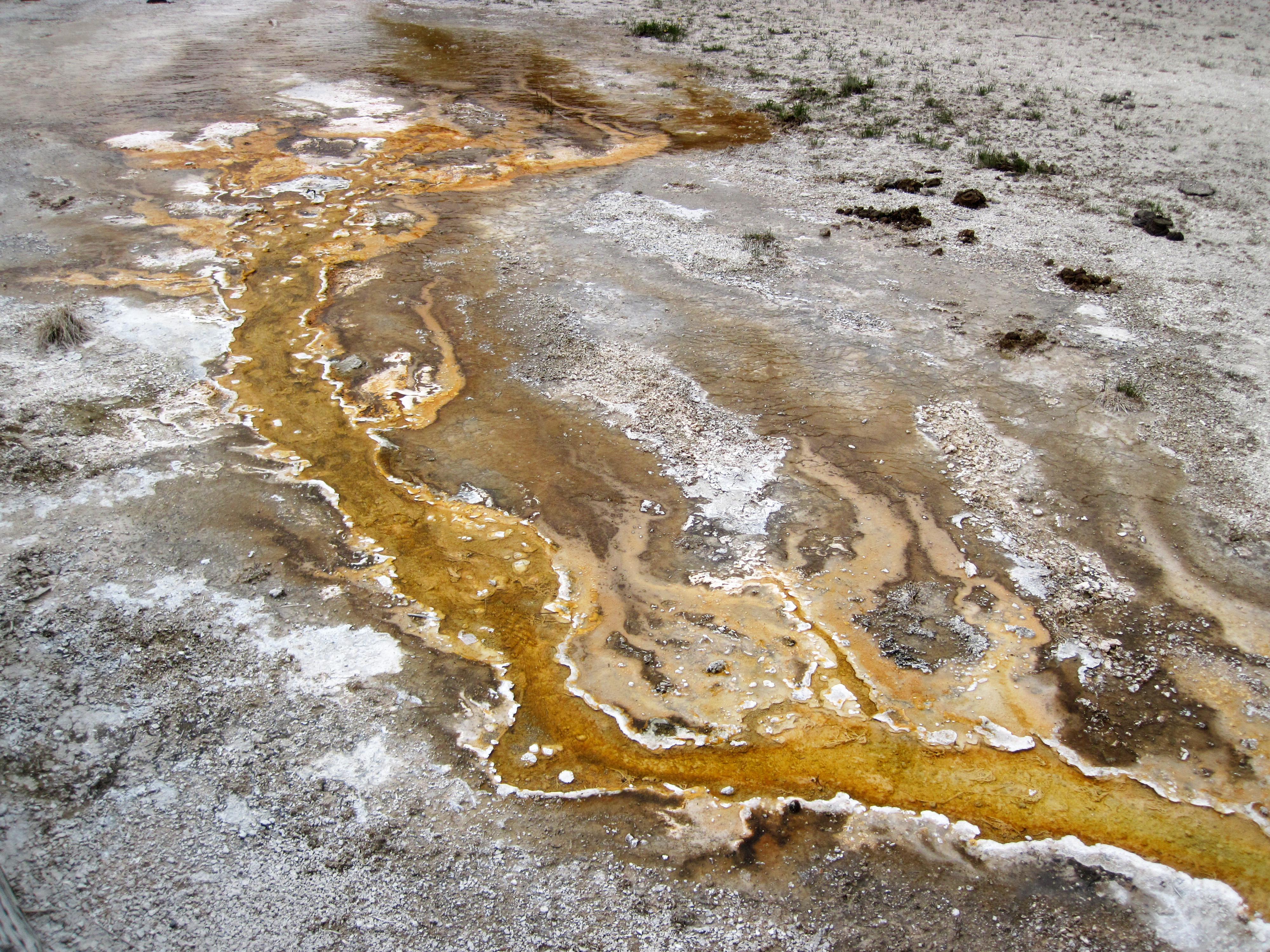
Pendant Spring le 2 juin 2016.
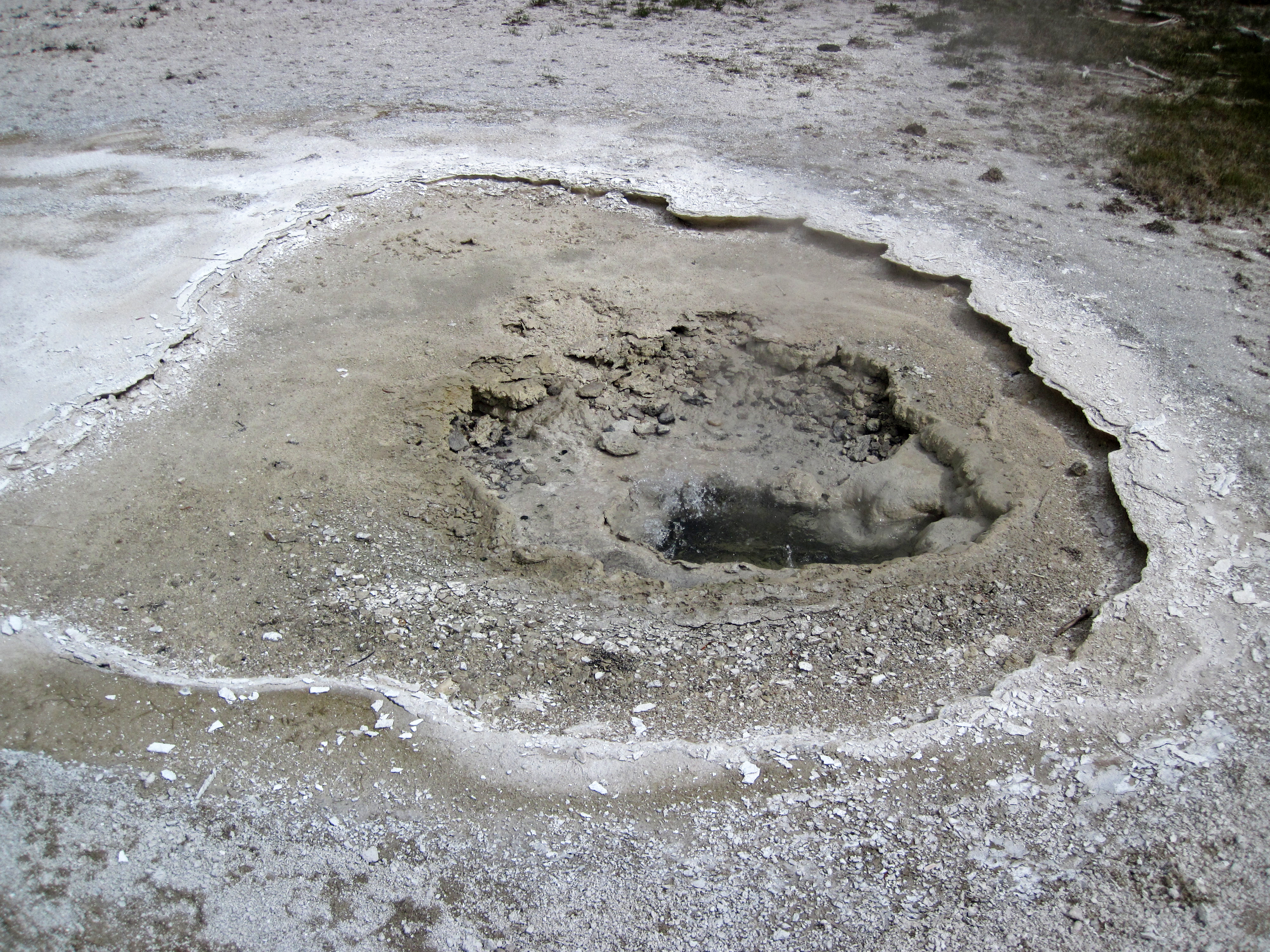
Pendant Spring le 2 juin 2019.